# Список умерших в 547 году

## Февраль
- 10 февраля — Схоластика, христианская подвижница, святая, основательница первого женского монастыря Западной Европы.

## Март
- 23 марта — Бенедикт Нурсийский (67), реформатор западноевропейского монашества, основатель первого в Европе монастырского ордена (на горе Кассино; 529 год) со строгим уставом, скоро получившим широкое распространение в Западной Европе (монахи-бенедиктинцы), святой католической и православной церквей (в православной традиции причислен к лику преподобных), небесный покровитель Европы.

## Дата смерти неизвестна или требует уточнения
- Кинген Достопамятный, король Поуиса (519—547).
- Майлгун ап Кадваллон, король Гвинеда (ок. 520—547).
- Фульгенций Ферранд, канонист и богослов христианской Африканской церкви.